# Варактор

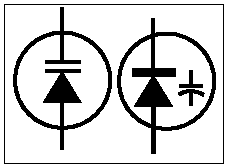
Обозначение варактора на электрических схемах (отличается от варикапа)

Вара́ктор (от англ. variable — переменный и act — действие, actor — тот, кто действует) — электронный прибор, полупроводниковый диод, реактивное сопротивление которого зависит от приложенного обратного напряжения. Точное определение неоднозначно.

## Терминология
Термин «варактор» по-разному определяется разными авторами. В русскоязычной литературе многими специалистами рассматривается как синоним или частный случай варикапа. Это мнение настолько широко распространено, что для варактора не придумано отдельного от варикапа обозначения на электрических схемах. А иногда слово «варактор» даже не употребляется, и используется только термин «варикап». Возможно, это связано с отсутствием термина «варактор» в государственных стандартах Советского Союза и постсоветских государств.
Есть, однако же, ряд особых мнений, по-своему определяющих понятие «варактор», а некоторые авторы даже считают его более общим, чем «варикап».
Понимание термина «варактор» и его отношение к термину «варикап» в англоязычной литературе, а также литературе на других языках, требует уточнения.

## Определения

### Синоним или частный случай варикапа
Многие считают варактор варикапом. При этом часто используется только термин варикап. Но есть и авторы, использующие только термин варактор. Встречается и такая форма — варакторный диод.
В то же время есть определение варактора как подтипа варикапа — умножительного диода, то есть используемого для умножения частоты. Там же в «Справочнике металлиста» отмечено, что варакторы используются в диапазоне СВЧ в параметрических усилителях. А вот Ю. А. Овечкин не употребляет термин «варактор», но тоже называет подобные варикапы параметрическими. Так же поступает и ГОСТ 15133-77.
Таким образом, параметрический диод — это варактор/варикап, используемый в параметрических усилителях.
Ещё стоит упомянуть, что есть авторы, использующие оба термина, но не определяющие их, и по контексту не всегда понятно, эквивалентны они или нет.
В описании электрических схем иногда указывают два названия, но, возможно, это связано с взаимозаменяемостью разных видов диодов из-за особенностей конкретной схемы. Требует уточнения.

### Обобщение варикапа
Это мнение есть в недавно опубликованном учебном пособии ЮФУ. Авторы отдают предпочтение термину «варактор» и дают пояснение, что он является более общим, чем термин «варикап», который пришёл из низкочастотной электроники.
Авторы выделяют подтипы варактора в зависимости от целей использования в электрических схемах:
- варикап, если «диод используется в качестве переменной ёмкости для электрической перестройки частоты генераторов»;
- умножительный диод, если используется в умножителях частоты;
- параметрический диод, если используется для параметрического усиления СВЧ-колебаний.

### Особое определение
Это точка зрения выражена коллективом авторов в 1973 году. Авторы отделяют варактор от варикапа областью применения и особенностью работы p‑n-перехода. Однако, поясняют, что их определение не является общепризнанным, и что многие понимают под варактором всего лишь варикап, предназначенный для работы в диапазоне СВЧ.
Конкретнее, варакторы в их понимании предназначены для работы при больших амплитудах, и при этом на части периода колебаний сигнала p‑n-переход находится в открытом состоянии. При этом барьерная емкость перехода в процессе его отпирания может увеличиваться на несколько порядков за счёт добавления так называемой диффузионной ёмкости.
Это приводит к тому, что дифференциальная ёмкость p‑n-перехода перестаёт существенно зависеть от степени нелинейности ёмкости закрытого p‑n-перехода, определяемой его химическим составом. Таким образом, снижение этой степени не ухудшает работу варактора, в отличие от варикапа, а иногда бывает даже полезным, так как ускоряет процесс восстановления закрытого состояния p‑n-перехода и, как следствие, уменьшает потери мощности.
Авторы замечают поэтому тенденцию снижения степени нелинейности при проектировании новых варакторов почти до нуля за счёт использования p‑i‑n-переходов. При этом вольт-кулоновая характеристика варактора приближается к кусочно-линейной функции.
Эта точка зрения в чём-то похожа на мнения других авторов, считающих что варакторы используют нелинейные свойства p‑n-перехода, в отличие от варикапов, использующих только линейные, хотя остальные свойства у них совпадают.